# Giá Rai (thị xã)
Giá Rai là một thị xã cũ thuộc tỉnh Bạc Liêu cũ, Việt Nam.

## Địa lý

### Vị trí địa lý
Thị xã Giá Rai nằm ở phía tây của tỉnh Bạc Liêu, nằm cách thành phố Bạc Liêu khoảng 32 km về phía đông, cách thành phố Cà Mau khoảng 35 km về phía tây, có vị trí địa lý:
- Phía đông giáp huyện Hòa Bình
- Phía tây giáp thành phố Cà Mau và huyện Thới Bình, tỉnh Cà Mau
- Phía nam giáp huyện Đông Hải
- Phía bắc giáp huyện Phước Long.

Thị xã Giá Rai nằm trên tuyến Quốc lộ 1 đi qua hơn 30 km, Quốc lộ Quản Lộ – Phụng Hiệp.
Bên cạnh đó, Giá Rai tiếp giáp giữa hai thành phố lớn thành phố Bạc Liêu, Cà Mau nên thị xã có nhiều lợi thế trong phát triển thương mại, dịch vụ. Đồng thời, thị xã nằm giữa vùng nguyên liệu thủy sản tự nhiên và nuôi công nghiệp nên các ngành công nghiệp chế biến thủy sản có nhiều điều kiện phát triển.

### Địa hình
Với địa hình tự nhiên khá bằng phẳng, trung bình–thấp, độ cao tuyệt đối trung bình từ 0,3–0,8 m so với mực nước biển, thị xã Giá Rai có nhiều sông ngòi, đặc biệt là Kênh Xáng Quản Lộ - Phụng Hiệp, có hai vùng nước ngọt và mặn. Khu vực ven Quốc lộ 1 cao hơn các vùng khác. Địa hình chia làm 4 nhóm: Địa hình cao chiếm 39% diện tích tự nhiên, địa hình trung bình 27,5%, địa hình thấp 26,5%, địa hình thấp trung bình 7%.

### Khí hậu
Khí hậu của thị xã Giá Rai mang đặc trưng của khí hậu nhiệt đới gió mùa, cận xích đạo. Có nền nhiệt cao quanh năm, nhiệt độ trung bình cao quanh năm 26,5 °C, tháng có nhiệt độ trung bình cao nhất là tháng 4 là 27,5 °C và thấp nhất là tháng 1 là 24,5 °C. Đây là điều kiện khí hậu khá thuận lợi cho phát triển nông nghiệp và nuôi trồng thủy sản.
Khí hậu trong năm được chia thành hai mùa rõ rệt: mùa mưa và mùa khô. Mùa mưa bắt đầu vào tháng 5 và kết thúc vào tháng 11 và mùa khô từ tháng 12 đến tháng 4 năm sau. Lượng mưa trung bình/năm của thị xã khoảng 1.800–2.000 mm, trên 80% lượng mưa tập trung vào mùa mưa.
Trên địa bàn thị xã Giá Rai ít có xảy ra lụt bão nhưng chịu ảnh hưởng chế độ gió mùa Tây Nam và gió từ Biển Đông, mùa gió mạnh nhất vào tháng 2–4 có vận tốc trên 82 m/s.

### Thủy văn
Địa bàn thị xã chịu tác động mạnh của chế độ bán nhật chiều Biển Đông và nhật chiều của Biển Tây, thông qua hệ thống các kênh trục lớn như: kênh xáng Quản Lộ - Phụng Hiệp, kênh xáng Cà Mau - Bạc Liêu, kênh Láng Trâm, kênh Giá Rai - Phó Sinh, kênh Hộ Phòng - Chủ Chí,... Hiện nay, hệ thống cống dọc theo Quốc lộ 1 và các đập ngăn mặn trên địa bàn thị xã đã hoàn chỉnh, có thể điều tiết nước mặn từ Biển Đông vào một phần diện tích của thị xã thuộc vùng chuyển đổi cơ cấu sản xuất theo hướng nông nghiệp – thủy sản. Do đó, có thể chủ động cung cấp nước mặn cho vùng chuyên nuôi tôm trong mùa khô và vùng lúa - tôm trong mùa mưa. 
- Vùng Bắc Quốc lộ 1 chịu ảnh hưởng của chế độ nhật triều biển Tây qua sông Cái Lớn (tỉnh Kiên Giang) và chế độ thủy văn sông Hậu. Tuy nhiên, mức độ ảnh hưởng không rõ, biên độ triều biển Tây nhỏ so với biển Đông, nên khả năng tiêu thoát nước kém.
- Vùng Nam Quốc lộ 1 chịu ảnh hưởng trực tiếp của thủy triều biển Đông, chế độ bán nhật triều không đều, biên độ triều lớn, chênh lệch đỉnh triều từ 30–40 cm, trong tháng có 2 lần triều cường.[7]

### Tài nguyên đất
Theo số liệu thống kê đất đai năm 2020, thị xã Giá Rai có diện tích tự nhiên 35.399,33 ha. Tài nguyên đất trên địa bàn thành phố Bạc Liêu có 4 nhóm chính với 5 loại đất như sau:
1. Nhóm đất mặn: Diện tích 13.427 ha, chiếm 37,93% diện tích tự nhiên, được chia thành 2 loại đất:
- Đất mặn trung bình (M): Diện tích 13.427 ha, chiếm 37,93% diện tích tự nhiên. Đất bị ảnh hưởng mặn ngầm và mặn trên mặt vào mùa khô, các tầng gần mặt đất có hàm lượng muối cao do nước bốc hơi đưa muối lên. Khả năng sử dụng: Đất hàm lượng dinh dưỡng trong đất khá, bị nhiễm mặn vào mùa khô theo thời gian tùy thuộc vào điều kiện thủy lợi. Đất mặn trung bình được sử dụng gieo trồng lúa nước và nuôi trồng thủy sản, phần lớn hiện diện tích hiện nay là được nuôi tôm, cua.
- Đất mặn ít (Mi): Diện tích 10.988 ha, chiếm 31,04% diện tích tự nhiên. Khả năng sử dụng: Đất hiếm diện tích lớn trong nhóm đất mặn, hàm lượng dinh dưỡng trong đất khá, bị nhiễm mặn vào mùa khô theo thời gian tùy thuộc vào điều kiện thủy lợi của từng khu vực, trong đó chia ra: khu vực có hệ thống đê bao ngăn mặn, đất có nền cứng và ổn định, mặn tầng đất mặt đã giảm đáng kể, thích hợp cho canh tác các loại cây trồng nông nghiệp ngắn ngày (lúa, màu), nhất là vào mùa mưa; khu vực vừa ảnh hưởng mặn trong mùa khô, vừa ảnh hưởng ngọt trong mùa mưa (vùng chuyển đổi), thích hợp cho mô hình canh tác kết hợp giữa nuôi trồng thủy sản và canh tác nông nghiệp (lúa - tôm, lúa + cá).

2. Nhóm đất phèn: Diện tích 17.092 ha, chiếm 48,28% diện tích tự nhiên, được chia thành 3 loại đất:
- Đất phèn tiềm tàng (Sp): Diện tích 3.666 ha, chiếm 10,36% diện tích tự nhiên. Khả năng sử dụng: Do các loại đất phèn bị hạn chế bởi các độc tố phèn hoặc chịu đồng thời cả 2 yếu tố phèn và mặn, thường diễn biến theo chiều hướng bất lợi cho sản xuất nông, lâm, ngư, diêm nghiệp và sử dụng đất, do đó trong sử dụng và cải tạo đất cần chú ý để hạn chế tối đa những ảnh hưởng bất lợi này.
  - Đối với đất phèn tiềm tàng - mặn ở phía Nam Quốc lộ 1: đất có độ phì tiềm tàng khá cao, bị nhiễm mặn không nặng, tính chất vật lý đã tương đối thuần thục, thuận lợi cho nuôi trồng thủy sản và có thể canh tác một số loại cây trồng nông nghiệp ngắn ngày như lúa 1 vụ và rau, màu nhờ nước mưa.
  - Đối với đất phèn tiềm tàng - mặn ở phía Bắc Quốc lộ 1: tầng đất mặt thường giàu hữu cơ, mức độ nhiễm mặn ít, thích hợp cho canh tác nông nghiệp và nuôi trồng thủy sản nước lợ, nhất là mô hình kết hợp tôm - lúa.
- Đất phèn hoạt động (Sj): Diện tích 9.143 ha, chiếm 25,83% diện tích tự nhiên. Khả năng sử dụng: Do các loại đất phèn bị hạn chế bởi các độc tố phèn hoặc chịu đồng thời cả 2 yếu tố phèn và mặn, do đó trong sử dụng và cải tạo đất cần chú ý để hạn chế tối đa những ảnh hưởng bất lợi này.
- Đất phèn hoạt động bị thủy phân (Srj): Diện tích 4.283 ha, chiếm 12,10% diện tích tự nhiên. Khả năng sử dụng: Đất phèn hoạt động bị thủy phân là một loại đất xấu, do đất có phản ứng rất chua và chứa nhiều muối tan. Đất này có thể sử dụng để cấy lúa hoặc nuôi trồng thủy sản. Cần chủ động nguồn nước ngọt để rửa muối và ém phèn, bón vôi và các loại phân có tính kiềm để cải tạo độ chua của đất.

3. Nhóm đất lập líp: Diện tích 1.691 ha, chiếm 4,78% diện tích tự nhiên, phân bố dọc theo các kênh rạch, các trục lộ giao thông lớn và các khu dân cư tập trung. Đất lập líp là đất chịu ảnh hưởng lớn do tác động của con người, lớp phủ thổ nhưỡng dày hơn 150 cm; riêng loại đất líp sử dụng cho trồng cây ăn trái,... là đất chịu ảnh hưởng tác động của con người trong khoảng 50 – 100 cm lớp đất mặt và có thể thay đổi dạng hình líp để phục vụ cho việc canh tác các loại cây trồng khác nhau.
4. Nhóm đất sông suối, kênh rạch: Diện tích 3.189,33 ha, chiếm 9,01% diện tích tự nhiên.

### Tài nguyên nước
Nước mặt: Bao gồm lượng mưa tại chỗ, nước ngọt từ sông Hậu đưa về và nước mặn từ biển Đông. Chế độ thủy văn của mạng lưới sông, kênh, rạch trên địa bàn thị xã Giá Rai chịu ảnh hưởng mạnh của chế độ bán nhật triều biển Đông, thông qua hệ thống các kênh trục lớn như: kênh Quản Lộ – Giá Rai, kênh Giá Rai – Phó Sinh; kênh Hộ Phòng – Chủ Chí,...
Vùng phía Đông kênh Giá Rai – Phó Sinh, kênh Bạc Liêu – Cà Mau đã cơ bản hoàn thành hệ thống thủy lợi, đảm bảo ngăn mặn và giữ ngọt trong mùa khô, hình thành vùng chuyên canh lúa và lúa - màu. Tuy nhiên, do ở cách xa sông Hậu nên nguồn nước ngọt đưa về theo kênh Quản lộ - Phụng Hiệp trong mùa khô rất hạn chế. Biện pháp trữ nước mưa trên đồng ruộng để thâm canh, tăng vụ là hết sức cần thiết.
Nước ngầm: Theo tài liệu điều tra, đánh giá của Liên đoàn Địa chất thủy văn và Địa chất công trình miền Nam, trên địa bàn thị xã Giá Rai có từ 3 đến 4 tầng nước ngầm ở các độ sâu khác nhau (từ 80 – 500m), nguồn nước ngầm khá dồi dào, chất lượng tốt. Những năm qua, các hộ dân khai thác phổ biến ở độ sâu 100 – 150m.
Hiện nay, do diện tích nuôi tôm công nghiệp và bán công nghiệp mở rộng 
nhanh, nhu cầu nước phục vụ nuôi trồng thủy sản rất lớn, việc khai thác quá mức 
tầng nước ở độ sâu 100 – 150m làm cho mực nước ngầm tụt xuống sâu hàng chục mét. Trong những năm tới, nguồn nước ngầm ở tầng sâu 100 – 150m có thể sẽ không đủ cung cấp cho nuôi trồng thủy sản và sinh hoạt trong mùa khô. Ngoài ra, nguồn nước ngầm tầng nông (nước ngầm mặn) ở độ sâu 25 – 30m cũng được khai thác phục vụ cho nuôi trồng thủy sản.

## Hành chính

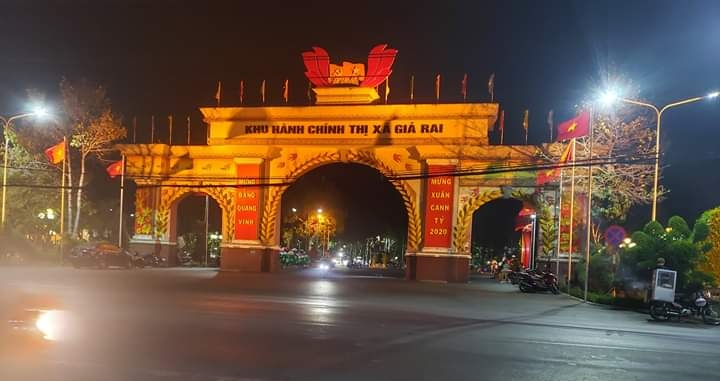
Cổng vào trung tâm thị xã Giá Rai

Thị xã Giá Rai có 10 đơn vị hành chính cấp xã trực thuộc, bao gồm 3 phường: 1, Hộ Phòng, Láng Tròn và 7 xã: Phong Tân, Phong Thạnh, Phong Thạnh A, Phong Thạnh Đông, Phong Thạnh Tây, Tân Phong, Tân Thạnh với 17 khóm và 52 ấp.
Bản đồ hành chính thị xã Giá Rai, tỉnh Bạc Liêu
| \| Tên \| Diện tích năm 2024 (km²) \| Dân số năm 2024 (người) \| Mật độ (người/km²) \| Hành chính \| \| \| ---------------- \| ------------------------ \| ----------------------- \| ------------------ \| ---------- \| \| \| Phường (3) \| \| \| \| \| \| \| Phường 1 \| 11,76 \| 21.974 \| 1.868 \| 5 khóm \| \| \| Hộ Phòng \| 12,08 \| 22.917 \| 1.897 \| 5 khóm \| \| \| Láng Tròn \| 32,18 \| 21.468 \| 667 \| 7 khóm \| \| \| Xã (7) \| \| \| \| \| \| \| Phong Tân \| 53,85 \| 16.403 \| 304 \| 10 ấp \| \| \| Phong Thạnh \| 46,07 \| 14.090 \| 305 \| 7 ấp \| \| \| Phong Thạnh A \| 34,69 \| 12.168 \| 350 \| 6 ấp \| \| \| Phong Thạnh Đông \| 20,40 \| 8.588 \| 420 \| 6 ấp \| \| \| Phong Thạnh Tây \| 53,04 \| 11.744 \| 221 \| 6 ấp \| \| \| Tân Phong \| 62,84 \| 31.058 \| 494 \| 10 ấp \| \| \| Tân Thạnh \| 27,08 \| 11.110 \| 410 \| 5 ấp \| \| \| Toàn thị xã \| 354 \| 171.520 \| 484 \| 69 \| \| |                          |                         |                    |            |  |
| Tên | Diện tích năm 2024 (km²) | Dân số năm 2024 (người) | Mật độ (người/km²) | Hành chính |  |
| Phường (3) |                          |                         |                    |            |  |
| Phường 1 | 11,76                    | 21.974                  | 1.868              | 5 khóm     |  |
| Hộ Phòng | 12,08                    | 22.917                  | 1.897              | 5 khóm     |  |
| Láng Tròn | 32,18                    | 21.468                  | 667                | 7 khóm     |  |
| Xã (7) |                          |                         |                    |            |  |
| Phong Tân | 53,85                    | 16.403                  | 304                | 10 ấp      |  |
| Phong Thạnh | 46,07                    | 14.090                  | 305                | 7 ấp       |  |
| Phong Thạnh A | 34,69                    | 12.168                  | 350                | 6 ấp       |  |
| Phong Thạnh Đông | 20,40                    | 8.588                   | 420                | 6 ấp       |  |
| Phong Thạnh Tây | 53,04                    | 11.744                  | 221                | 6 ấp       |  |
| Tân Phong | 62,84                    | 31.058                  | 494                | 10 ấp      |  |
| Tân Thạnh | 27,08                    | 11.110                  | 410                | 5 ấp       |  |
| Toàn thị xã | 354                      | 171.520                 | 484                | 69         |  |

## Lịch sử

### Thời Pháp thuộc

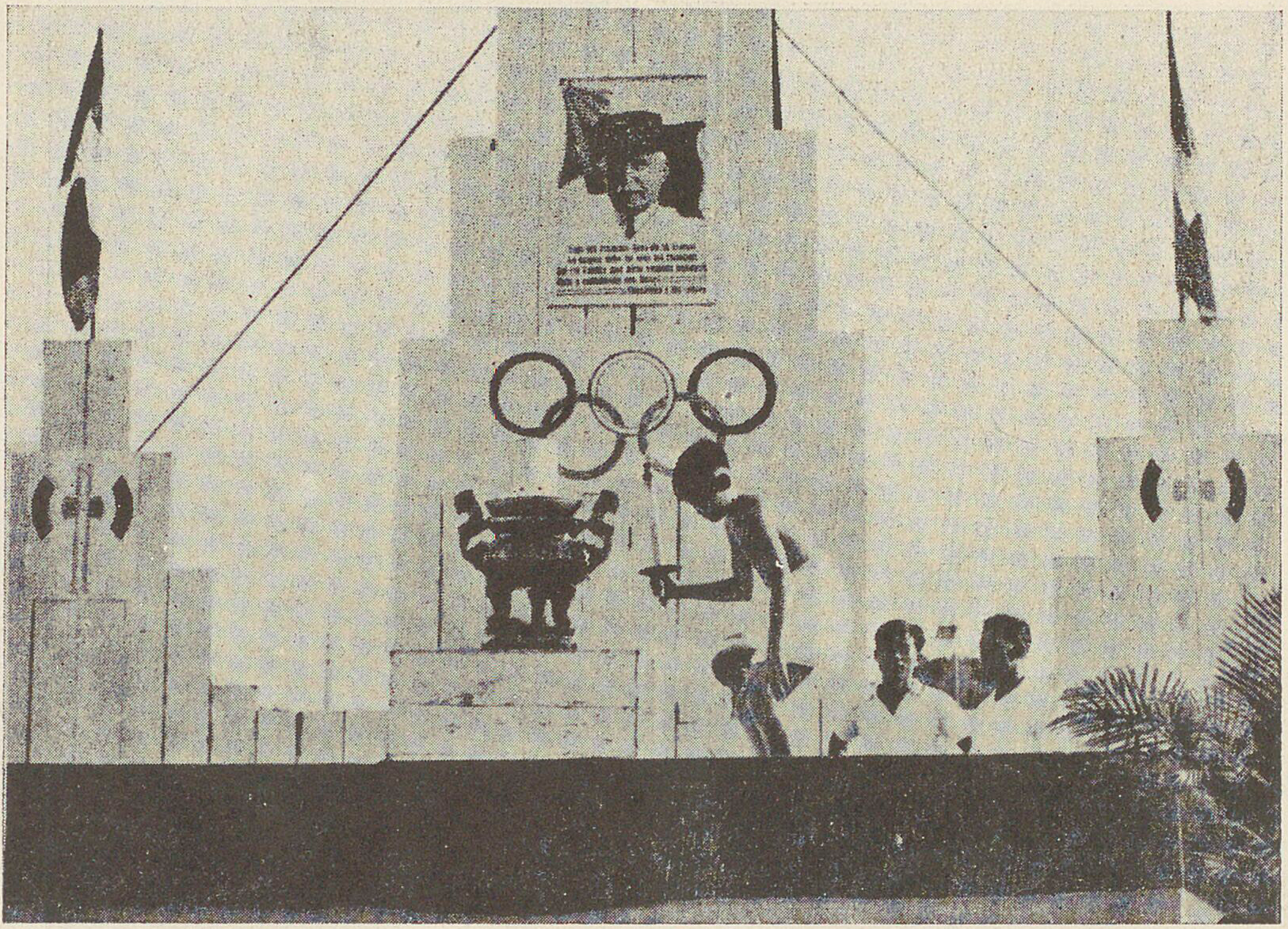
Lễ thắp đuốc khai mạc Đại hội Thể thao Thanh niên Đông Dương tại Gia Rai, 27 tháng 12 năm 1941

Vào thời nhà Nguyễn độc lập, vùng đất Giá Rai và Đông Hải ngày nay thuộc một phần đất đai các tổng Long Thủy và Quảng Long, huyện Long Xuyên, phủ An Biên, tỉnh Hà Tiên.
Ngày 15 tháng 6 năm 1867, sau khi chiếm xong tỉnh Hà Tiên, thực dân Pháp dần xóa bỏ hệ thống hành chính phủ huyện cũ thời nhà Nguyễn, đồng thời đặt ra các hạt Thanh tra, trong đó có hạt Thanh tra Kiên Giang.
Ngày 16 tháng 8 năm 1867, hạt Thanh tra Rạch Giá được thành lập do đổi tên từ hạt Thanh tra Kiên Giang trước đó. Hai tổng Long Thủy và Quảng Long lúc này thuộc hạt Thanh tra Rạch Giá. Về sau, lại lập thêm tổng Quảng Xuyên.
Năm 1876, hạt Thanh tra Rạch Giá đổi thành hạt tham biện Rạch Giá.
Năm 1882, Thực dân Pháp thiết lập hạt tham biện Bạc Liêu trên cơ sở tách 3 tổng Quảng Long, Quảng Xuyên và Long Thủy của hạt tham biện Rạch Giá hợp với 2 tổng Thạnh Hòa và Thạnh Hưng tách từ hạt tham biện Sóc Trăng chuyển sang.
Năm 1896, tổng Long Thủy và tổng Quảng Long cùng thuộc hạt tham biện Bạc Liêu có 11 làng:
- Tổng Long Thủy gồm 5 làng: Thới Bình, Tân Lợi, Tân Lộc, Phong Thạnh, Long Điền.
- Tổng Quảng Long gồm 6 làng: An Xuyên, An Trạch, Tân Trạch, Hòa Thạnh, Tân Thạnh, Định Thành.

Ngày 20 tháng 12 năm 1899, Toàn quyền Đông Dương ban hành Nghị định kể từ ngày 1 tháng 1 năm 1900 tất cả các đơn vị hành chính cấp tỉnh ở Đông Dương điều thống nhất gọi là "tỉnh", trong đó có tỉnh Bạc Liêu. Lúc bấy giờ tỉnh Bạc Liêu chỉ có 2 quận: Vĩnh Lợi và Cà Mau. Quận Cà Mau khi đó gồm 3 tổng: Quảng Long, Quảng Xuyên và Long Thủy vốn trước năm 1882 cùng thuộc địa bàn hạt Rạch Giá.
Ngày 5 tháng 10 năm 1917, Thực dân Pháp thành lập quận Giá Rai thuộc tỉnh Bạc Liêu.
Quận Giá Rai gồm tổng Quảng Long với 4 làng: An Trạch, Định Thành, Hoà Thạnh, Tân Thạnh.
Ngày 24 tháng 9 năm 1938, quận Giá Rai được sáp nhập thêm tổng Long Thủy từ quận Cà Mau với các làng: Phong Thạnh, Phong Thạnh Tây, Long Điền, Vĩnh Mỹ.
Ngày 5 tháng 4 năm 1944, quận lập thêm tổng An Định gồm làng An Trạch và làng Định Thành tách ra từ tổng Quản Long. Quận lỵ Giá Rai đặt tại làng Phong Thạnh thuộc tổng Long Thủy.
Sau Cách mạng tháng Tám năm 1945, Ủy ban Kháng chiến Hành chánh Nam bộ chủ trương bỏ cấp tổng, bỏ đơn vị làng, thống nhất gọi là xã, đồng thời bỏ danh xưng quận, gọi thay thế bằng huyện. Chính quyền Việt Nam Cộng hòa đến năm 1956 cũng thống nhất dùng danh xưng là xã, tuy nhiên vẫn gọi là quận cho đến năm 1975. Lúc này, Giá Rai vẫn là huyện thuộc tỉnh Bạc Liêu.

### Giai đoạn 1956–1976

#### Việt Nam Cộng hòa
Ngày 9 tháng 3 năm 1956, chính quyền Việt Nam Cộng hòa ban hành Sắc lệnh số 32-VN về việc thành lập tỉnh Cà Mau trên cơ sở 2 quận: Cà Mau, Quảng Xuyên và 4 xã: Định Thành, Hòa Thành, Tân Thành, Phong Thạnh Tây của quận Giá Rai thuộc tỉnh Bạc Liêu. Tỉnh lỵ Cà Mau ban đầu cũng có tên là Cà Mau.
Sau năm 1956, các làng gọi là xã.
Ngày 22 tháng 10 năm 1956, Tổng thống Việt Nam Cộng hòa Ngô Đình Diệm ban hành Sắc lệnh số 143-NV về việc:
- Thành lập tỉnh Ba Xuyên trên cơ sở hợp nhất tỉnh Sóc Trăng và tỉnh Bạc Liêu trước đó, tỉnh lỵ đặt tại Sóc Trăng nhưng lúc này đổi tên thành Khánh Hưng.
- Quận Giá Rai thuộc tỉnh Ba Xuyên. Quận Giá Rai chỉ còn một tổng là Long Thủy với 4 xã: Phong Thạnh, Long Điền, An Trạch, Vĩnh Mỹ. Quận lỵ đặt tại xã Phong Thạnh.
- Như vậy, lúc này tỉnh Bạc Liêu đã bị giải thể.

Ngày 24 tháng 12 năm 1961, sáp nhập xã Vĩnh Hưng và xã Vĩnh Phú thuộc quận Phước Long (lúc này được bàn giao cho tỉnh Chương Thiện mới được thành lập) được sáp nhập vào quận Giá Rai thuộc tỉnh Ba Xuyên.
Ngày 18 tháng 4 năm 1963, sáp nhập xã Vĩnh Phú thuộc quận Giá Rai, tỉnh Ba Xuyên vào quận Phước Long, tỉnh Chương Thiện.
Ngày 8 tháng 9 năm 1964, Thủ tướng chính quyền mới của Việt Nam Cộng hòa ban hành Sắc lệnh số 254-NV (quy định kể từ ngày 1 tháng 10 năm 1964) về việc:
- Tái lập tỉnh Bạc Liêu trên cơ sở tách các quận Vĩnh Lợi, Giá Rai, Vĩnh Châu của tỉnh Ba Xuyên và quận Phước Long của tỉnh Chương Thiện
- Quận Giá Rai trở lại thuộc tỉnh Bạc Liêu cho đến năm 1975.

Sau năm 1965, cấp tổng bị giải thể, các xã trực thuộc quận.
Năm 1970, quận Giá Rai có 5 xã: Phong Thạnh, Long Điền, An Trạch, Vĩnh Mỹ, Vĩnh Hưng.

#### Chính quyền cách mạng
Năm 1957, Liên Tỉnh uỷ miền Tây giải thể tỉnh Bạc Liêu, đồng thời đưa huyện Giá Rai giao về tỉnh Sóc Trăng quản lý.
Năm 1962, huyện Giá Rai được chính quyền Cách mạng sáp nhập vào tỉnh Cà Mau.
Tháng 11 năm 1973, Liên Tỉnh uỷ miền Tây ban hành Quyết định về việc tái lập tỉnh Bạc Liêu. Huyện Giá Rai trở lại thuộc tỉnh Bạc Liêu như trước cho đến năm 1976.
Sau ngày 30 tháng 4 năm 1975, chính quyền quân quản Cộng hòa miền Nam Việt Nam ban đầu vẫn đặt huyện Giá Rai thuộc tỉnh Bạc Liêu cho đến đầu năm 1976. Lúc này, chính quyền Cách mạng cũng bỏ danh xưng "quận" có từ thời Pháp thuộc và lấy danh xưng "huyện" (quận và phường dành cho các đơn vị hành chánh tương đương khi đã đô thị hóa). Huyện lỵ là thị trấn Giá Rai, được thành lập do tách một phần nhỏ đất đai từ các xã Phong Thạnh và Long Điền.
Ngày 20 tháng 9 năm 1975, Bộ Chính trị ban hành Nghị quyết số 245-NQ/TW về việc hợp nhất tỉnh Bạc Liêu, tỉnh Cà Mau và 2 huyện Vĩnh Thuận, An Biên (ngoại trừ 2 xã Đông Yên và Tây Yên) của tỉnh Rạch Giá sẽ hợp nhất lại thành một tỉnh, tên gọi tỉnh mới cùng với nơi đặt tỉnh lỵ sẽ do địa phương đề nghị lên.
Ngày 20 tháng 12 năm 1975, Bộ Chính trị ban hành Nghị quyết số 19/NQ về việc hợp nhất tỉnh Bạc Liêu và tỉnh Cà Mau thành một tỉnh, tên gọi tỉnh mới cùng với nơi đặt tỉnh lỵ sẽ do địa phương đề nghị lên.

### Từ năm 1976 đến nay
Ngày 24 tháng 2 năm 1976, Chính phủ Cách mạng Lâm thời Cộng hòa miền Nam Việt Nam ban hành Nghị định số 3/NQ/1976 về việc hợp nhất tỉnh Bạc Liêu và tỉnh Cà Mau thành một tỉnh mới, lấy tên là tỉnh Bạc Liêu – Cà Mau.
Ngày 10 tháng 3 năm 1976, Ban đại diện Trung ương Đảng và Chính phủ ban hành Nghị quyết về việc thành lập tỉnh Minh Hải trên cơ sở đổi tên tỉnh Bạc Liêu – Cà Mau. Huyện Giá Rai thuộc tỉnh Minh Hải.
Ngày 11 tháng 7 năm 1977, Hội đồng Chính phủ ban hành Quyết định số 181-CP về việc:
- Giải thể huyện Châu Thành thuộc tỉnh Minh Hải.
- Sáp nhập 3 xã: Định Thành, Hòa Thành, Tân Thành và thị trấn Tắc Vân của huyện Châu Thành vừa giải thể vào huyện Giá Rai.

Ngày 29 tháng 12 năm 1978, Hội đồng Chính phủ ban hành Quyết định số 326-CP về việc:
- Huyện Giá Rai có 31 xã, 3 thị trấn: Giá Rai (huyện lỵ), Hộ Phòng, Gành Hào.
- Thành lập huyện Cà Mau thuộc tỉnh Minh Hải.
- Chuyển 3 xã: Định Thành, Hòa Thành, Tân Thành và thị trấn Tắc Vân thuộc huyện Giá Rai về huyện Cà Mau mới thành lập quản lý.

Ngày 4 tháng 4 năm 1979, Hội đồng Chính phủ ban hành Quyết định số 142-CP về việc:
- Chia xã Phong Thạnh thành 4 xã: Thạnh Hòa, Thạnh Phú, Thạnh Bình và Phong Thạnh.
- Chia xã Phong Thạnh Đông thành 5 xã: Phong Nam, Phong Tân, Phong Phú, Phong Quý và Phong Thạnh Đông.
- Chia xã Phong Thạnh Tây cùng với ấp Khúc Tréo và ấp Nhân Dân của xã An Trạch cắt sang, thành 4 xã: Tân Hòa, Tân Hiệp, Tân Phong và Phong Thạnh Tây.
- Chia xã Long Điền thành 3 xã: Long Điền Tân, Long Điền Tiến và Long Điền.
- Chia xã Long Điền Tây thành 3 xã: Điền Hải, Long Hải và Long Điền Tây.
- Chia xã Long Điền Đông thành 4 xã: Long Điền Đông A, Long Điền Đông B, Long Điền Đông C và Long Điền Đông K.
- Chia xã An Trạch (trừ ấp Khúc Tréo và ấp Nhân Dân cắt sang xã Phong Thạnh Tây) thành 5 xã: An Hòa, An Bình, An Hạnh, An Phúc và An Trạch.
- Thành lập xã An Định thuộc huyện Giá Rai trên cơ sở tách ấp Chòi Mòi và ấp Cái Keo của xã Định Thành, huyện Cà Mau.
- Thành lập thị trấn Giá Rai – thị trấn huyện lỵ của huyện Giá Rai.
- Thành lập thị trấn Hộ Phòng thuộc huyện Giá Rai.
- Thành lập thị trấn Gành Hào thuộc huyện Giá Rai.

Huyện Giá Rai có 3 thị trấn: Giá Rai (huyện lỵ), Gành Hào, Hộ Phòng và 29 xã: An Định, An Hòa, An Bình, An Hạnh, An Phúc, An Trạch, Điền Hải, Long Điền, Long Điền Đông A, Long Điền Đông B, Long Điền Đông C, Long Điền Đông K, Long Điền Tân, Long Điền Tiến, Long Điền Tây, Long Hải, Phong Nam, Phong Phú, Phong Quý, Phong Tân, Phong Thạnh, Phong Thạnh Đông, Phong Thạnh Tây, Tân Hiệp, Tân Hòa, Tân Phong, Thạnh Bình, Thạnh Hòa, Thạnh Phú.
Ngày 30 tháng 8 năm 1983, Hội đồng Bộ trưởng ban hành Quyết định số 94-HĐBT
 về việc:
- Giải thể huyện Cà Mau thuộc tỉnh Minh Hải.
- Sáp nhập 3 xã: Định Hòa, Định Thành, Tân Thạnh của huyện Cà Mau vừa giải thể vào huyện Giá Rai.

Huyện Giá Rai có 3 thị trấn: Giá Rai (huyện lỵ), Gành Hào, Hộ Phòng và 32 xã: An Định, An Hòa, An Bình, An Hạnh, An Phúc, An Trạch, Điền Hải, Định Hòa, Định Thành, Long Điền, Long Điền Đông A, Long Điền Đông B, Long Điền Đông C, Long Điền Đông K, Long Điền Tân, Long Điền Tiến, Long Điền Tây, Long Hải, Phong Nam, Phong Phú, Phong Quý, Phong Tân, Phong Thạnh, Phong Thạnh Đông, Phong Thạnh Tây, Tân Hiệp, Tân Hòa, Tân Phong, Tân Thạnh, Thạnh Bình, Thạnh Hòa, Thạnh Phú.
Ngày 14 tháng 2 năm 1987, Hội đồng Bộ trưởng ban hành Quyết định số 33B-HĐBT về việc:
- Sáp nhập xã An Hạnh vào xã An Hòa.
- Sáp nhập xã An Định vào xã An Phúc.
- Sáp nhập xã An Bình vào xã An Trạch.
- Giải thể xã Long Điền Tân để sáp nhập vào xã Long Điền và xã Long Điền Tiến.
- Giải thể xã Thạnh Hòa để sáp nhập vào xã Phong Thạnh và xã Thạnh Phú; đổi tên xã Thạnh Phú thành xã Thành Hòa.
- Sáp nhập xã Long Điền Đông K vào xã Long Điền Đông C.

Huyện Giá Rai có 3 thị trấn: Giá Rai (huyện lỵ), Gành Hào, Hộ Phòng và 26 xã: An Hòa, An Phúc, An Trạch, Điền Hải, Định Hòa, Định Thành, Long Điền, Long Điền Đông A, Long Điền Đông B, Long Điền Đông C, Long Điền Tiến, Long Điền Tây, Long Hải, Phong Nam, Phong Phú, Phong Quý, Phong Tân, Phong Thạnh, Phong Thạnh Đông, Phong Thạnh Tây, Tân Hiệp, Tân Hòa, Tân Phong, Tân Thạnh, Thạnh Bình, Thành Hòa.
Ngày 13 tháng 4 năm 1991, Ban Tổ chức – Cán bộ của Chính phủ ban hành Quyết định số 183/QĐ-TCCP về việc:
- Thành lập xã Long Điền Đông trên cơ sở 3 xã: Long Điền Đông A, Long Điền Đông B, Long Điền Đông C.
- Sáp nhập xã Long Điền Tiến vào xã Long Điền.
- Sáp nhập xã Long Điền Hải và xã Điền Hải vào xã Long Điền Tây.
- Sáp nhập xã An Hòa vào xã An Trạch.
- Sáp nhập xã Định Hòa vào xã Định Thành.
- Sáp nhập xã Tân Hiệp và xã Thạnh Bình vào xã Tân Phong.
- Sáp nhập xã Thạnh Hòa vào xã Phong Thạnh.
- Sáp nhập xã Phong Nam vào xã Phong Tân.
- Sáp nhập xã Phong Phú và xã Phong Quý vào xã Phong Thạnh Đông.
- Sáp nhập xã Tân Hòa vào xã Phong Thạnh Tây.

Huyện Giá Rai có 3 thị trấn: Gành Hào, Giá Rai, Hộ Phòng và 12 xã: An Phúc, An Trạch, Định Thành, Long Điền, Long Điền Đông, Long Điền Tây, Phong Tân, Phong Thạnh, Phong Thạnh Đông, Phong Thạnh Tây, Tân Phong, Tân Thạnh.
Ngày 6 tháng 11 năm 1996, Quốc hội ban hành Nghị quyết về việc chia tỉnh Minh Hải thành tỉnh Bạc Liêu và tỉnh Cà Mau. Khi đó, huyện Giá Rai trực thuộc tỉnh Bạc Liêu.
Huyện Giá Rai có 3 thị trấn: Gành Hào, Giá Rai, Hộ Phòng và 12 xã: An Phúc, An Trạch, Định Thành, Long Điền, Long Điền Đông, Long Điền Tây, Phong Tân, Phong Thạnh, Phong Thạnh Đông, Phong Thạnh Tây, Tân Phong, Tân Thạnh.
Ngày 25 tháng 8 năm 1999, Chính phủ ban hành Nghị định số 82/1999/NĐ-CP về việc:
- Thành lập xã Phong Thạnh Đông A trên cơ sở 2.691,54 ha diện tích tự nhiên và 15.207 nhân khẩu của xã Phong Thạnh Đông.
- Thành lập xã Long Điền Đông A trên cơ sở 5.947,93 ha diện tích tự nhiên và 15.342 nhân khẩu của xã Long Điền Đông.

Đến năm 2000, huyện Giá Rai có 3 thị trấn: Gành Hào, Giá Rai, Hộ Phòng và 14 xã: An Phúc, An Trạch, Định Thành, Long Điền, Long Điền Đông, Long Điền Đông A, Long Điền Tây, Phong Tân, Phong Thạnh, Phong Thạnh Đông, Phong Thạnh Đông A, Phong Thạnh Tây, Tân Phong, Tân Thạnh.
Ngày 24 tháng 12 năm 2001, Chính phủ ban hành Nghị định số 98/2001/NĐ-CP về việc thành lập huyện Đông Hải thuộc tỉnh Bạc Liêu trên cơ sở 52.786,36 ha diện tích tự nhiên và 123.440 nhân khẩu, bao gồm 8 đơn vị hành chính trực thuộc là 7 xã: An Trạch, An Phúc, Định Thành, Long Điền, Long Điền Tây, Long Điền Đông, Long Điền Đông A và thị trấn Gành Hào của huyện Giá Rai.
Huyện Giá Rai sau khi điều chỉnh địa giới hành chính còn lại 33.760,06 ha diện tích tự nhiên và 118.899 nhân khẩu, có 9 đơn vị hành chính trực thuộc, bao gồm 7 xã: Phong Thạnh, Phong Thạnh Đông, Phong Thạnh Đông A, Phong Thạnh Tây, Tân Thạnh, Tân Phong, Phong Tân và 2 thị trấn: Giá Rai (huyện lỵ), Hộ Phòng.
Ngày 24 tháng 12 năm 2003, Chính phủ ban hành Nghị định số 166/2003/NĐ-CP về việc thành lập xã Phong Thạnh A trên cơ sở 3.800 ha diện tích tự nhiên và 9.271 nhân khẩu của xã Phong Thạnh.
Huyện Giá Rai có 2 thị trấn: Giá Rai (huyện lỵ), Hộ Phòng và 8 xã: Phong Tân, Phong Thạnh, Phong Thạnh A, Phong Thạnh Đông, Phong Thạnh Đông A, Phong Thạnh Tây, Tân Phong, Tân Thạnh.
Ngày 31 tháng 7 năm 2013, Bộ Xây dựng ban hành Quyết định số 717/QĐ-BXD về việc công nhận đô thị Hộ Phòng – Giá Rai thuộc huyện Giá Rai, tỉnh Bạc Liêu đạt tiêu chuẩn đô thị loại IV.
Ngày 15 tháng 5 năm 2015, Ủy ban Thường vụ Quốc hội ban hành Nghị quyết số 930/NQ-UBTVQH13 về việc:
- Thành lập thị xã Giá Rai thuộc tỉnh Bạc Liêu trên cơ sở toàn bộ 35.466,81 ha diện tích tự nhiên và 139.748 người của huyện Giá Rai.[24]
- Thành lập 3 phường thuộc thị xã Giá Rai:
  - Thành lập Phường 1 trên cơ sở toàn bộ 1.186,60 ha diện tích tự nhiên và 16.906 người của thị trấn Giá Rai.
  - Thành lập phường Hộ Phòng trên cơ sở toàn bộ 1.195,22 ha diện tích tự nhiên và 19.475 người của thị trấn Hộ Phòng.
  - Thành lập phường Láng Tròn trên cơ sở toàn bộ 3.320,08 ha diện tích tự nhiên và 17.855 người của xã Phong Thạnh Đông A.

Sau khi thành lập, thị xã Giá Rai có 10 đơn vị hành chính trực thuộc, bao gồm 3 phường: 1, Hộ Phòng, Láng Tròn và 7 xã: Tân Phong, Tân Thạnh, Phong Thạnh Đông, Phong Tân, Phong Thạnh, Phong Thạnh A, Phong Thạnh Tây.
Ngày 28 tháng 4 năm 2025, HĐND tỉnh Bạc Liêu ban hành Nghị quyết số 13/NQ-HĐND về việc tán thành chủ trương sắp xếp đơn vị hành chính cấp xã của tỉnh Bạc Liêu năm 2025. Theo đó, sắp xếp 10 đơn vị hành chính cấp xã của thị xã Giá Rai thành 3 đơn vị hành chính cấp xã.
- Thành lập phường Giá Rai trên cơ sở 2 phường: 1, Hộ Phòng và 2 xã: Phong Thạnh, Phong Thạnh A.
- Thành lập phường Láng Tròn trên cơ sở phường Láng Tròn và 2 xã: Phong Tân, Phong Thạnh Đông.
- Thành lập xã Phong Thạnh trên cơ sở 3 xã: Phong Thạnh Tây, Tân Phong, Tân Thạnh.

Thị xã Giá Rai có 2 phường: Giá Rai, Láng Tròn và xã Phong Thạnh.
Ngày 12 tháng 6 năm 2025, Quốc hội ban hành Nghị quyết số 202/2025/QH15 về việc sắp xếp đơn vị hành chính cấp tỉnh (nghị quyết có hiệu lực từ ngày 12 tháng 6 năm 2025). Theo đó, sáp nhập tỉnh Bạc Liêu vào tỉnh Cà Mau.
Ngày 16 tháng 6 năm 2025, Quốc hội ban hành Nghị quyết số 203/2025/QH15 về việc Sửa đổi, bổ sung một số điều của Hiến pháp nước Cộng hòa xã hội chủ nghĩa Việt Nam. Theo đó, kết thúc hoạt động của đơn vị hành chính cấp huyện trong cả nước từ ngày 1 tháng 7 năm 2025.

## Kinh tế - xã hội
Cơ cấu kinh tế (giá hiện hành) có sự chuyển dịch mạnh mẽ theo hướng tăng tỷ trọng các ngành phi nông nghiệp, cụ thể: Công nghiệp - xây dựng tăng từ 46,2% năm 2015 lên 49,6% năm 2020; thương mại - dịch vụ tăng từ 30,2% năm 2015 lên 31,4% năm 2020 và nông nghiệp – thủy sản giảm từ 23,6% năm 2015 xuống còn 19% năm 2020.
Tổng sản phẩm (GRDP) bình quân/người đạt 75 triệu đồng, kim ngạch xuất khẩu đạt 600 triệu USD. Sản lượng lương thực năm 2020 đạt 169.515 tấn và cả giai đoạn 2016 – 2020 là 730.599 tấn, sản lượng thủy sản năm 2020 đạt 42.000 tấn và cả giai đoạn 2016 – 2020 là 167.818 tấn. Thu ngân sách trên địa bàn thị xã đạt 444 tỷ 600 triệu đồng. Có 100% số xã đạt 19/19 tiêu chí nông thôn mới. Tỷ lệ rác thải đô thị được thu gom và xử lý đạt 95%, tỷ lệ rác thải nông thôn được thu gom và xử lý đạt 80%, tỷ lệ hộ dân sử dụng nước sạch đô thị đạt 76%, tỷ lệ hộ dân sử dụng điện đạt 99,65%. Có 7 xã đạt chuẩn văn hóa, có 95,05% gia đình đạt chuẩn văn hóa, công nhận 14 tuyến phố văn minh đô thị. Tỷ lệ trường đạt chuẩn Quốc gia là 82,92%, có 18 trường đạt chuẩn Quốc gia mức độ 2. Tỷ lệ hộ nghèo còn 0,1%, đào tạo nghề 19.741 lao động nâng tổng số lao động qua đào tạo đạt 59,77%, giới thiệu và giải quyết việc làm 21.826 lao động. Số giường bệnh trên 1 vạn dân đạt 28 giường, trung tâm y tế thị xã đạt hạng 3, tỷ lệ dân số tham gia bảo hiểm y tế đạt 85%. Trạm y tế đạt bộ tiêu chí Quốc gia về y tế đạt 100%, tỷ lệ tăng dân số tự nhiên 1%. Tỷ lệ trẻ em trong độ tuổi mẫu giáo đến trường đạt 100%, tiểu học đạt 100%, học sinh hết tiểu học được xét tuyển vào trung học cơ sở đạt 99%.

### Nông nghiệp
Cây lúa: thị xã đã thực hiện tốt công tác tuyên truyền, vận động bà con nông 
dân tích cực cải tạo vườn tạp, mở rộng diện tích đất chuyên trồng lúa. Đến nay 
diện tích đất trồng lúa tăng từ 7.544 ha (năm 2015) lên 7.697 ha (năm 2020), tăng 
153 ha. Tổng sản lượng lương thực giai đoạn 2016 – 2020 đạt 730.599 tấn.
Rau màu: tổ chức tuyên truyền, vận động Nhân dân cải tạo vườn tạp, tận dụng bờ liếp vuông tôm trồng một số loại cây ăn trái, rau màu có giá trị kinh tế; trồng hoa kiểng những nơi có điều kiện nhằm cung cấp hoa kiểng trang trí đô thị; từng bước đáp ứng nhu cầu người tiêu dùng, hướng đến nông nghiệp đô thị. Giai đoạn 2016 – 2020 diện tích rau màu đạt 2.930 ha, sản lượng đạt 19.338 tấn.
Thủy sản: tổng sản lượng thủy sản giai đoạn 2016 – 2020 đạt 167.818 tấn, tăng 39.538 tấn so với giai đoạn 2011 - 2015, cụ thể:
- Nuôi trồng thủy sản: tổng diện tích nuôi trồng thủy sản trên địa bàn thị xã là 22.294 ha (trong đó diện tích nuôi tôm CN-BCN 300 ha, tôm quảng canh kết hợp 21.86 9ha, nuôi cá và thủy sản khác 125ha). Sản lượng nuôi trồng đạt 142.118 tấn.
- Khai thác thủy sản: trên địa bàn thị xã có tổng cộng 40 tàu thuyền đăng ký, đăng kiểm. Tuy nhiên, số lượng tàu thuyền hoạt động khai thác thường xuyên chỉ có 20 tàu, công suất từ 90CV trở lên. Nguyên nhân do một số tàu thuyền đã sử dụng quá lâu, máy móc bị hư hỏng, chưa sửa chữa, nâng cấp, bên cạnh đó một số tàu thuyền chuyển sang nghề kinh doanh, buôn bán. Lũy kế sản lượng khai thác giai đoạn 2016 – 2020 đạt 25.700 tấn.

Chăn nuôi: tích cực tuyên truyền bà con mở rộng quy mô, đa dạng hóa các loài nuôi, chăn nuôi theo hướng an toàn sinh học, tiếp tục nhân rộng một số mô hình chăn nuôi gia súc, gia cầm có hiệu quả như: nuôi dê, bò, một số loài gia cầm có giá trị kinh tế cao như gà Đông Tảo, vịt siêu thịt,... kết hợp công tác phòng chống dịch bệnh, tiêu độc sát trùng chuồng trại. Từ đó, ngành chăn nuôi trên địa bàn thị xã thời gian qua không ngừng phát triển ổn định, góp phần giải quyết việc làm tại chỗ và tăng thu nhập cho hộ dân. Tuy nhiên, trong năm 2019 tình hình bệnh Dịch tả lợn (heo) Châu Phi trong nước diễn biến hết sức phức tạp, tốc độ lây lan nhanh. Ngày 08/7/2019 thị xã Giá Rai phát hiện ổ dịch đầu tiên, đến ngày 30/9/2019 đã lây lan khắp 10/10 xã, phường, có 54 khóm, ấp/465 hộ bị ảnh hưởng, buộc tiêu hủy 3.262 con heo, với tổng trọng lượng là 237.078 kg, gây thiệt hại nhiều về kinh tế cũng như tâm lý người chăn nuôi và cả người tiêu dùng.

### Công nghiệp – xây dựng
Tổng giá trị sản xuất công nghiệp - tiểu thủ công nghiệp giai đoạn 2016 – 2020 đạt 43.149 tỷ đồng. Từ đó, tạo việc làm ổn định cho hàng ngàn lao động địa phương, góp phần giảm nghèo, tăng thu nhập cho người dân và cho xã hội, đời sống nhân dân được nâng lên rõ rệt.
Tổng số hộ sử dụng điện trên địa bàn thị xã là 38.725 hộ, nâng tỷ lệ hộ sử dụng điện trên địa bàn thị xã đạt 99,65%.
Xây dựng: Công tác quy hoạch, phát triển đô thị thường xuyên kiểm tra, xử lý vi phạm trật tự xây dựng, trật tự đô thị và hành lang an toàn đường bộ. Trực tiếp tuyên truyền nhắc nhở các hộ dân mua bán lấn chiếm lòng lề đường, vỉa hè chấp hành đúng quy định pháp luật.

### Thương mại – dịch vụ
Thường xuyên sắp xếp trật tự mua bán tại các chợ trên địa bàn thị xã; đồng thời, đầu tư nâng cấp vỉa hè các tuyến đường chính, sắp xếp bố trí, sử dụng vỉa hè hợp lý, nhằm đảm bảo trật tự mua bán, an toàn giao thông, văn minh đô thị. Đẩy 
nhanh tiến độ xây dựng Trung tâm thương mại – dịch vụ Hộ Phòng, phát triển nhiều loại hình dịch vụ như: dịch vụ vận chuyển hành khách, viễn thông, ngân hàng, bảo hiểm... Khởi công xây dựng khu dân cư thương mại xã Phong Thạnh; hoàn thiện và đưa vào sử dụng khu nhà ở thương mại phường 1; nâng cấp một số chợ như: Chợ Xóm Lung, chợ Khúc Tréo, chợ phường 1,... Tổng mức bán lẻ hàng hóa, thương mại và dịch vụ giai đoạn 2016 – 2020 đạt 44.992 tỷ đồng.

## Du lịch

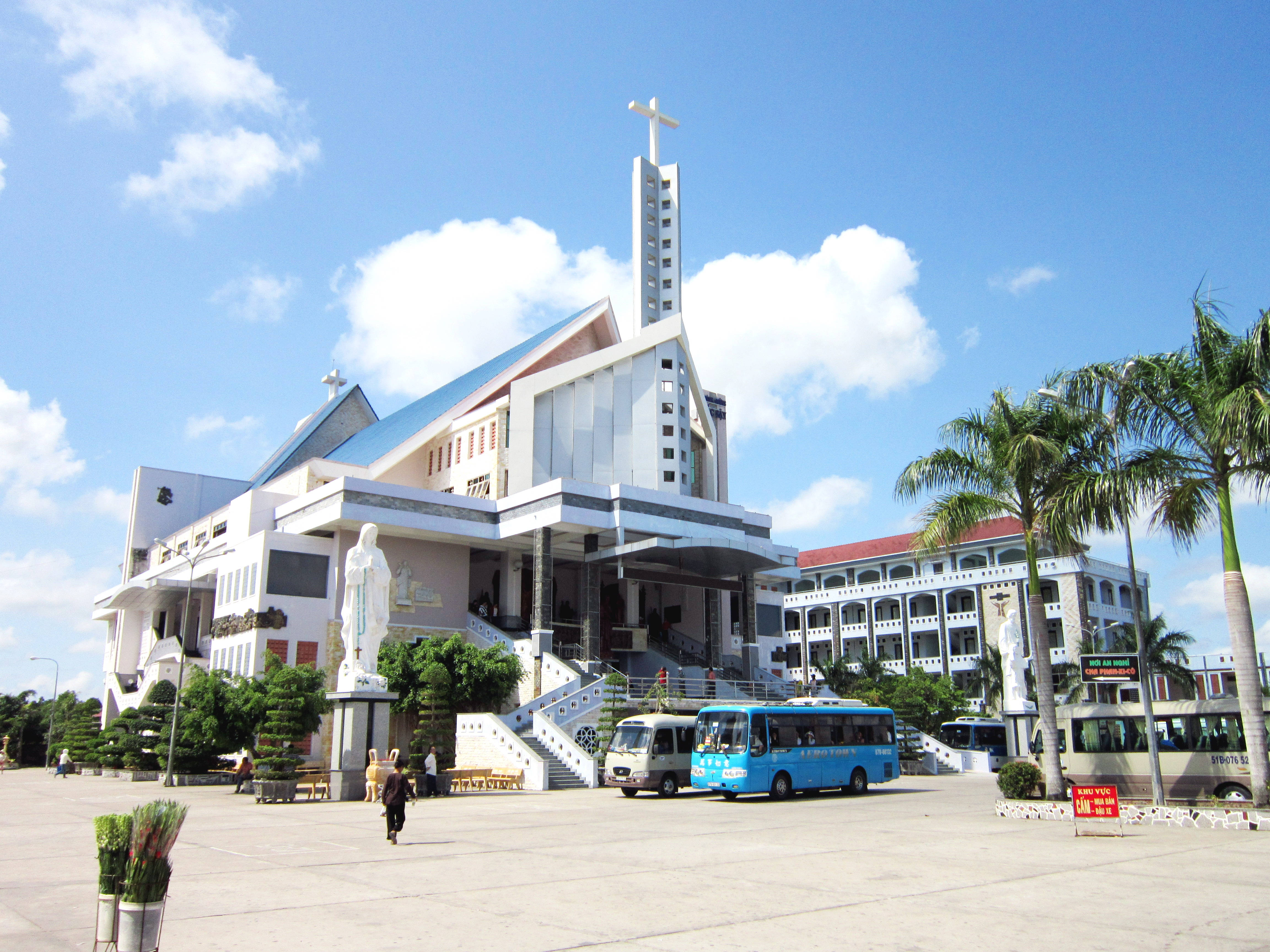
Nhà thờ Tắc Sậy
ở Thị xã Giá Rai

### Đường bộ

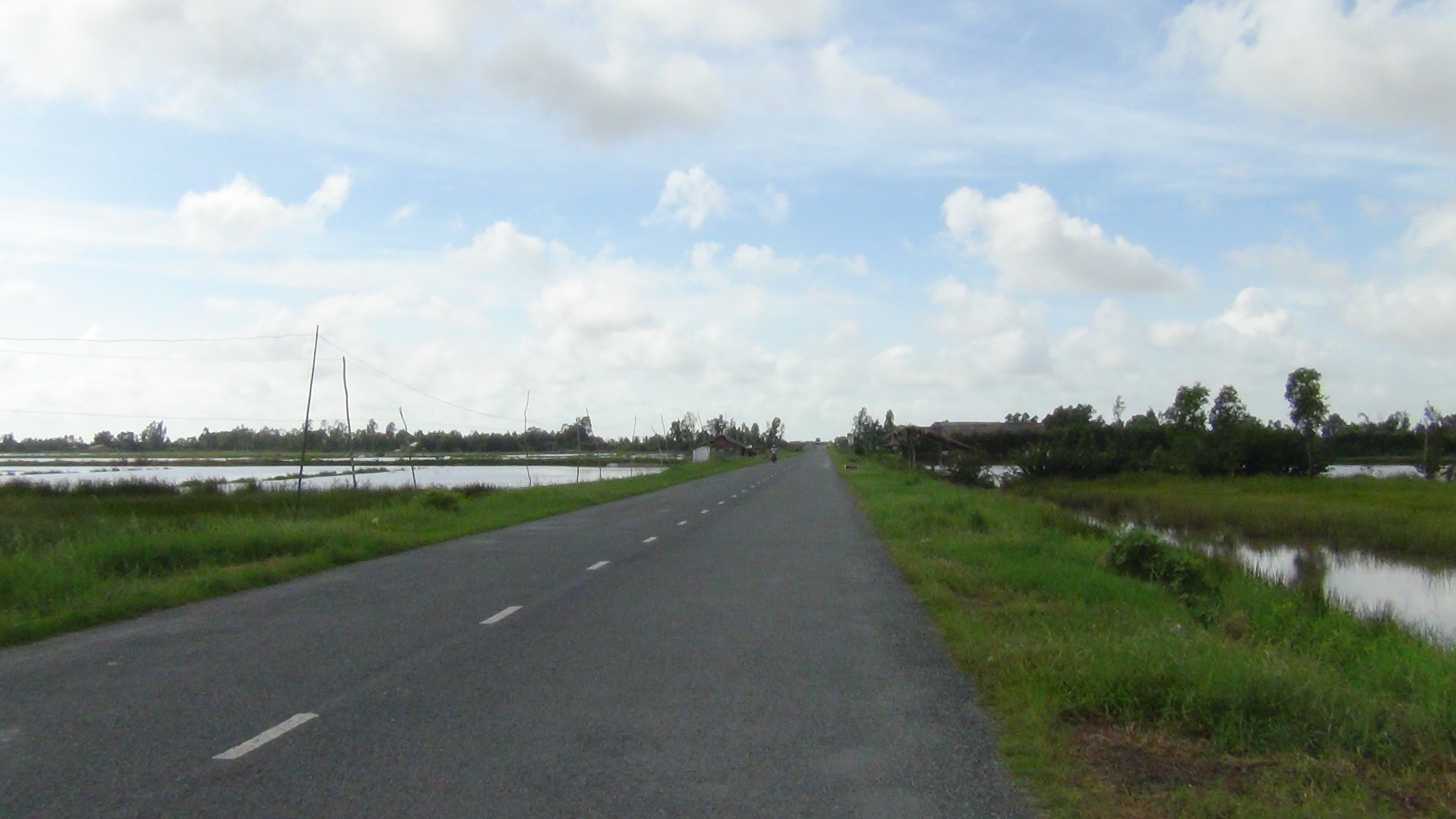
Quản lộ Phụng Hiệp đi Cà Mau đoạn qua thị xã Giá Rai

### Giao thông thủy

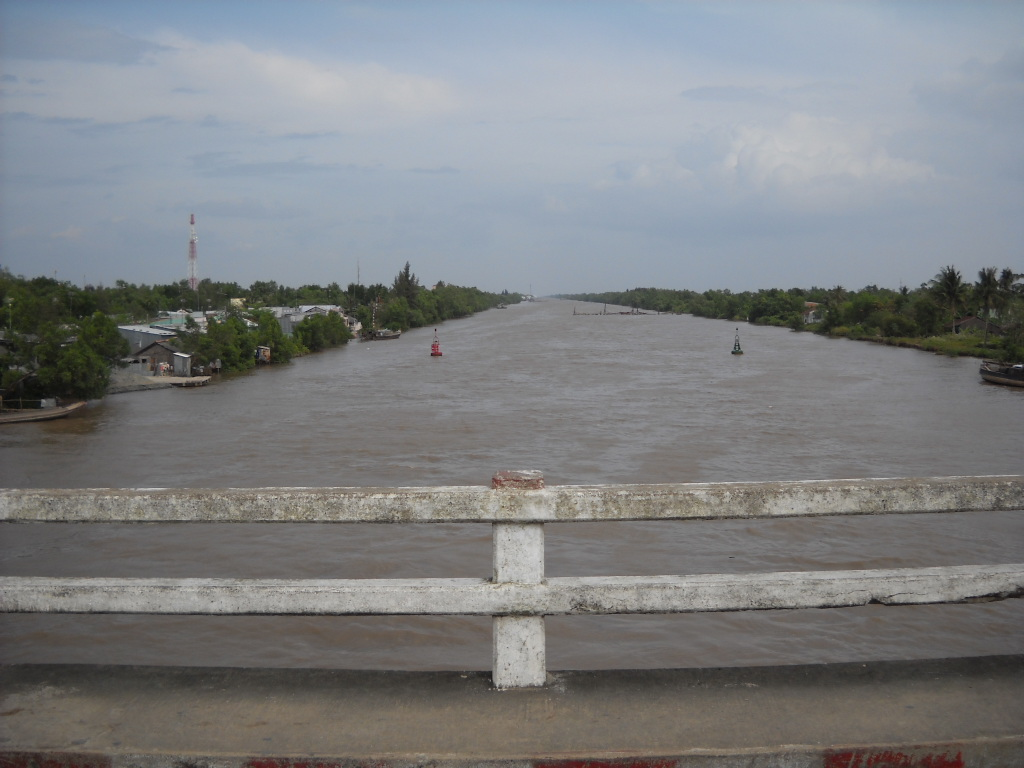
Kênh Bạc Liêu – Cà Mau, đoạn chảy qua thị xã Giá Rai

## Hình ảnh

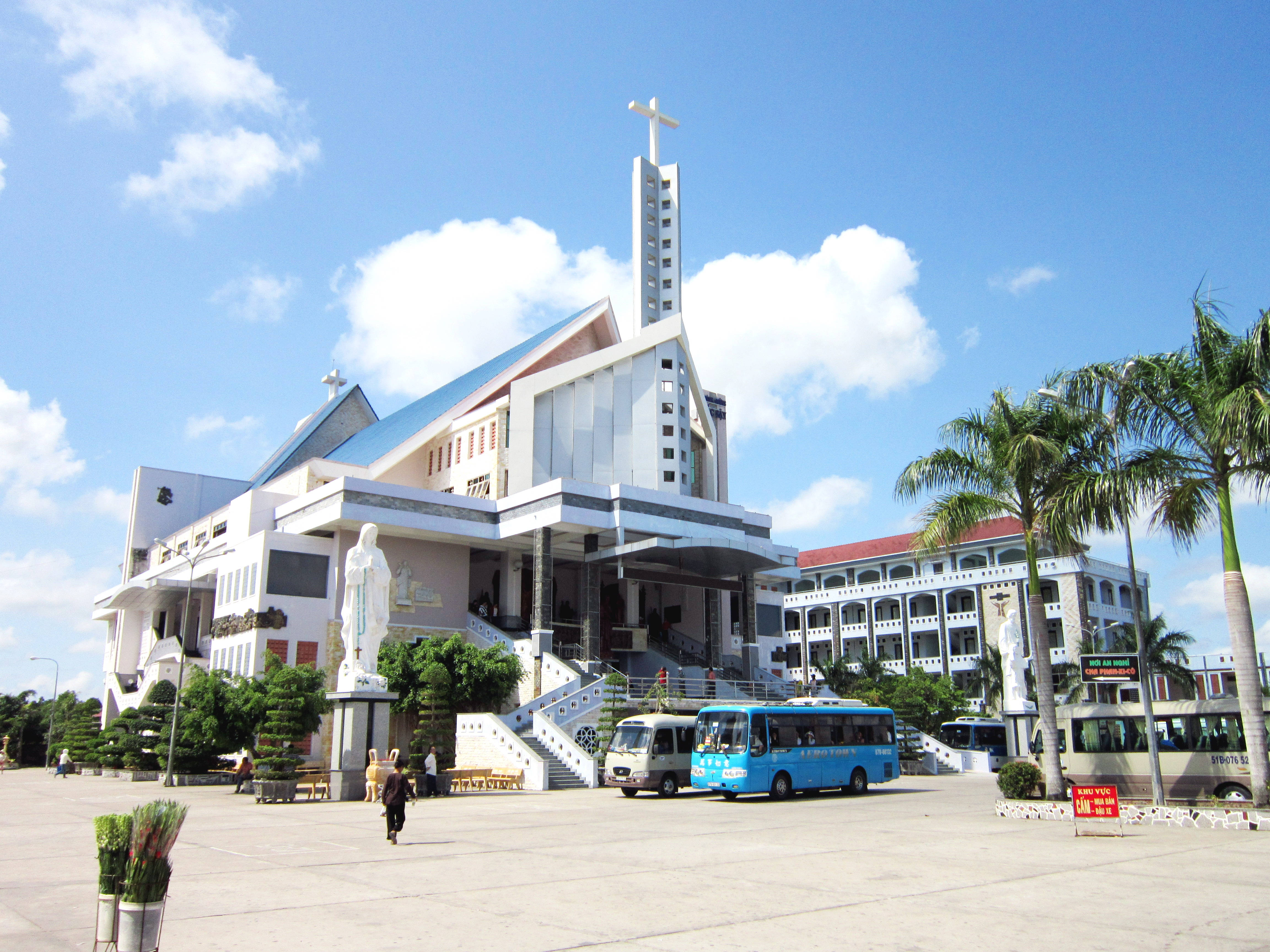
Nhà thờ Tắc Sậy
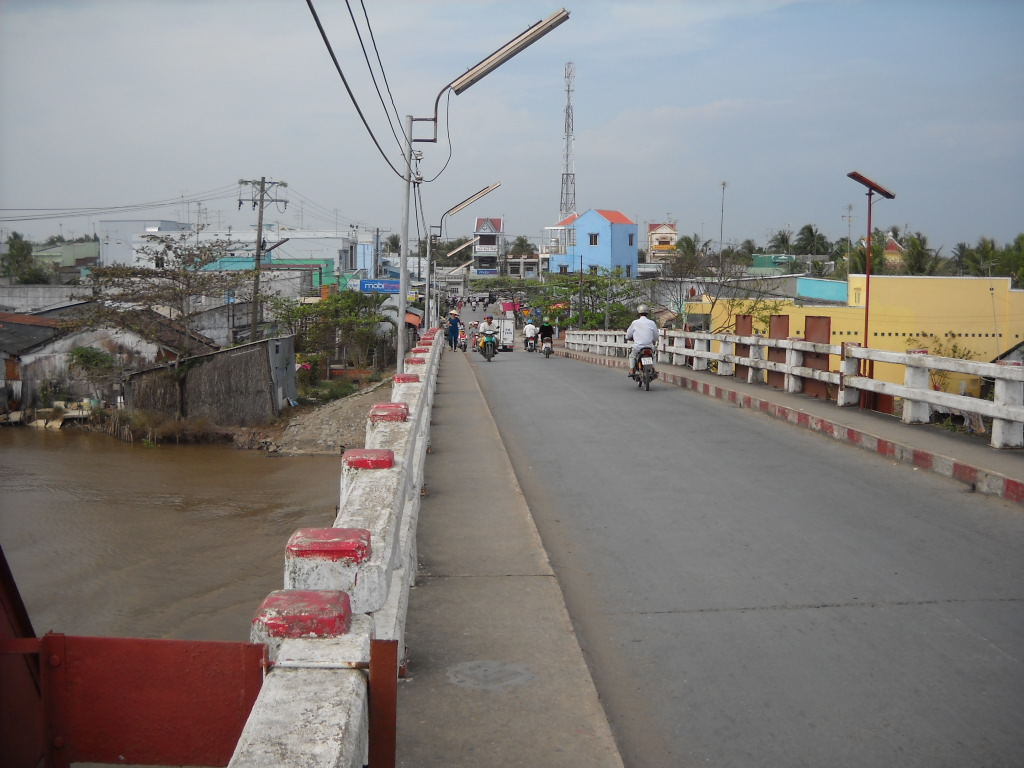
Phường 1, thị xã Giá Rai
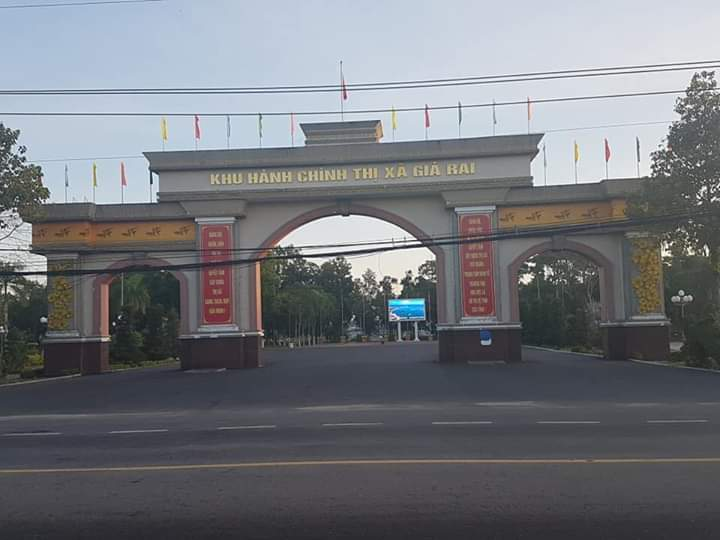
Khu hành chính thị xã Giá Rai
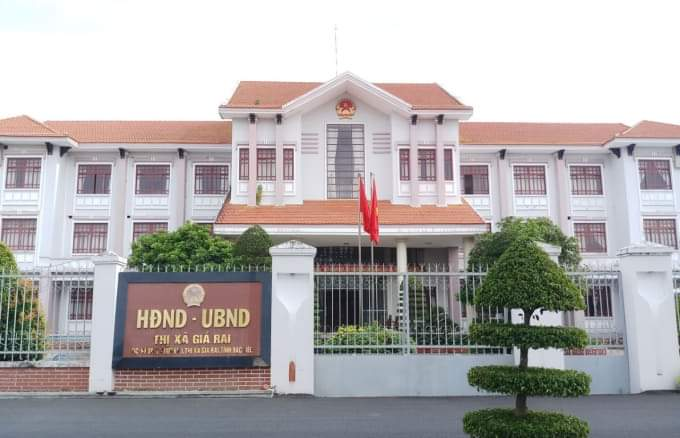
Trụ sở HĐND - UBND thị xã Giá Rai
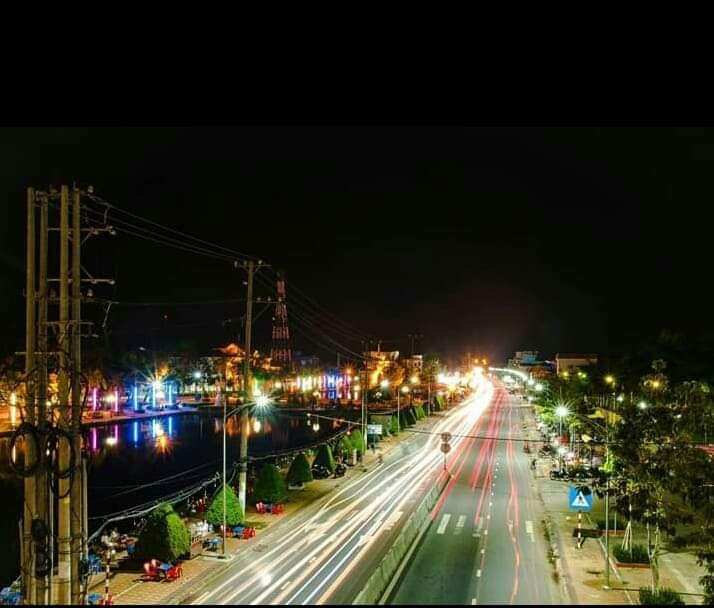
Thị xã Giá Rai về đêm
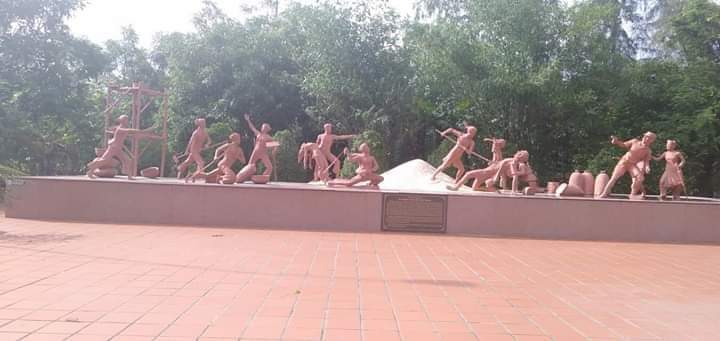
Đồng Nọc Nạng
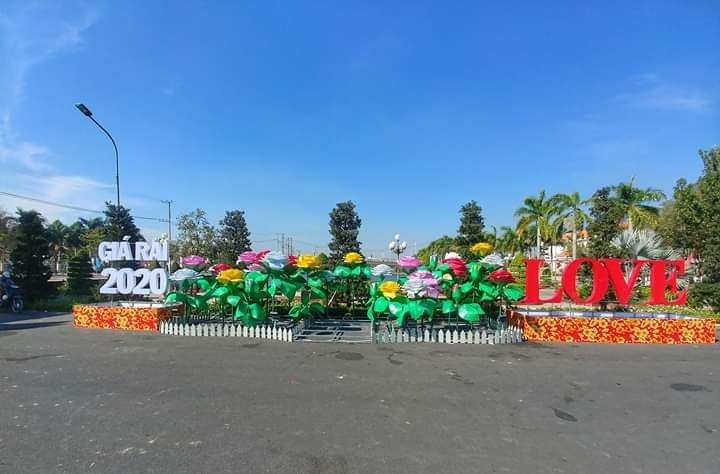
Xuân Canh Tý 2020 ở thị xã Giá Rai
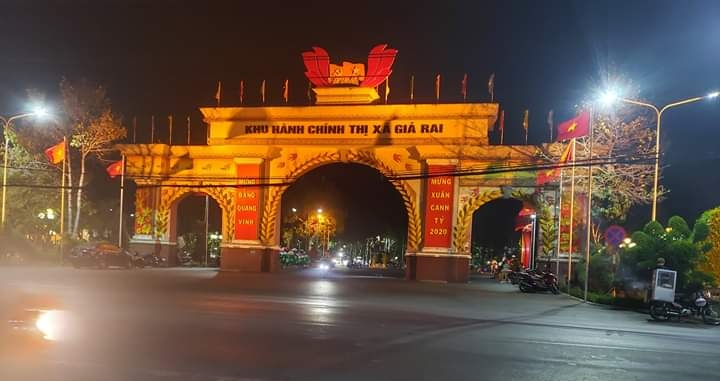
Khu hành chính thị xã Giá Rai vào xuân về đêm
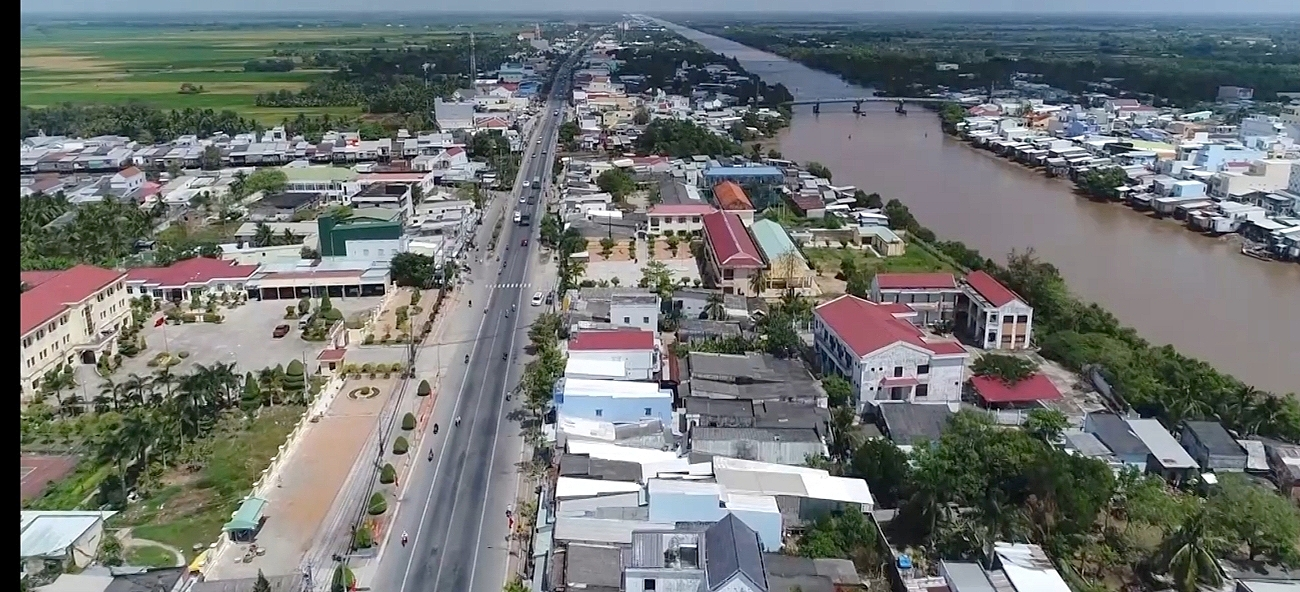
Giá Rai nhìn từ trên cao
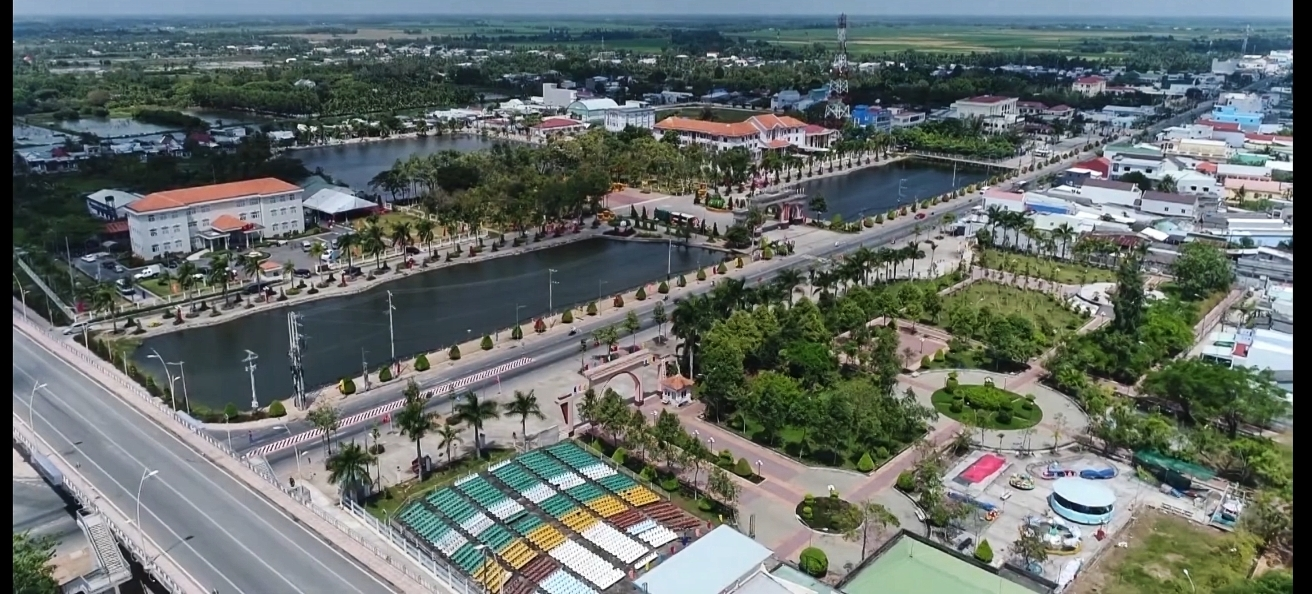
Giá Rai nhìn từ cầu vượt
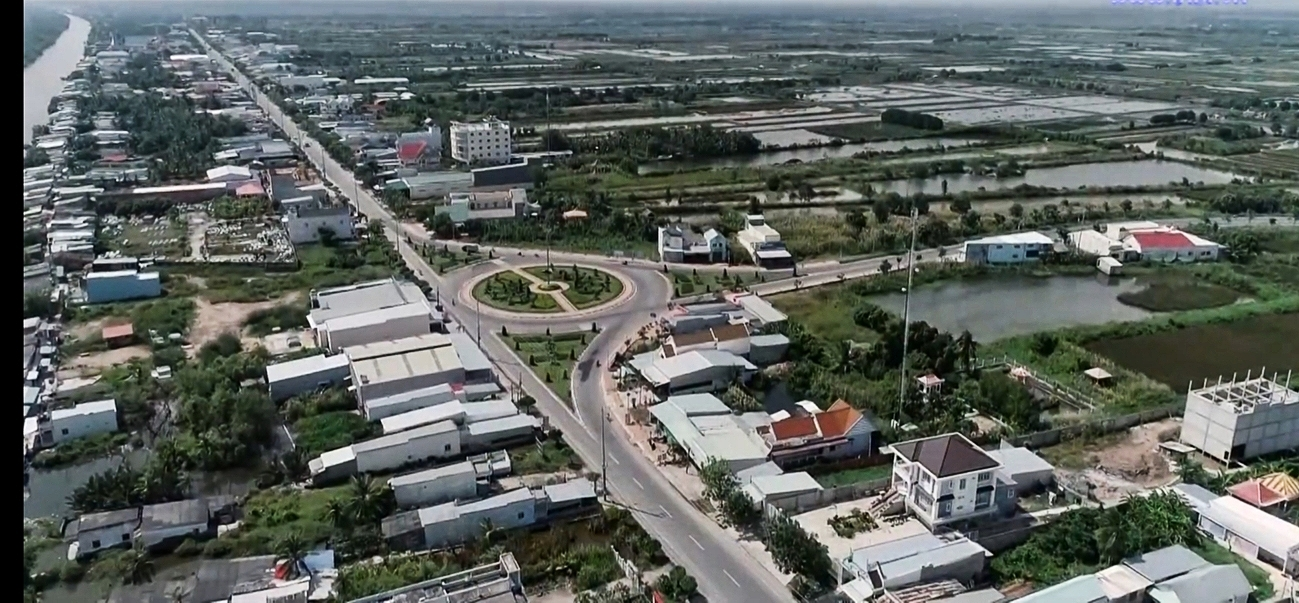
Tuyến tránh vòng xoay Hộ Phòng
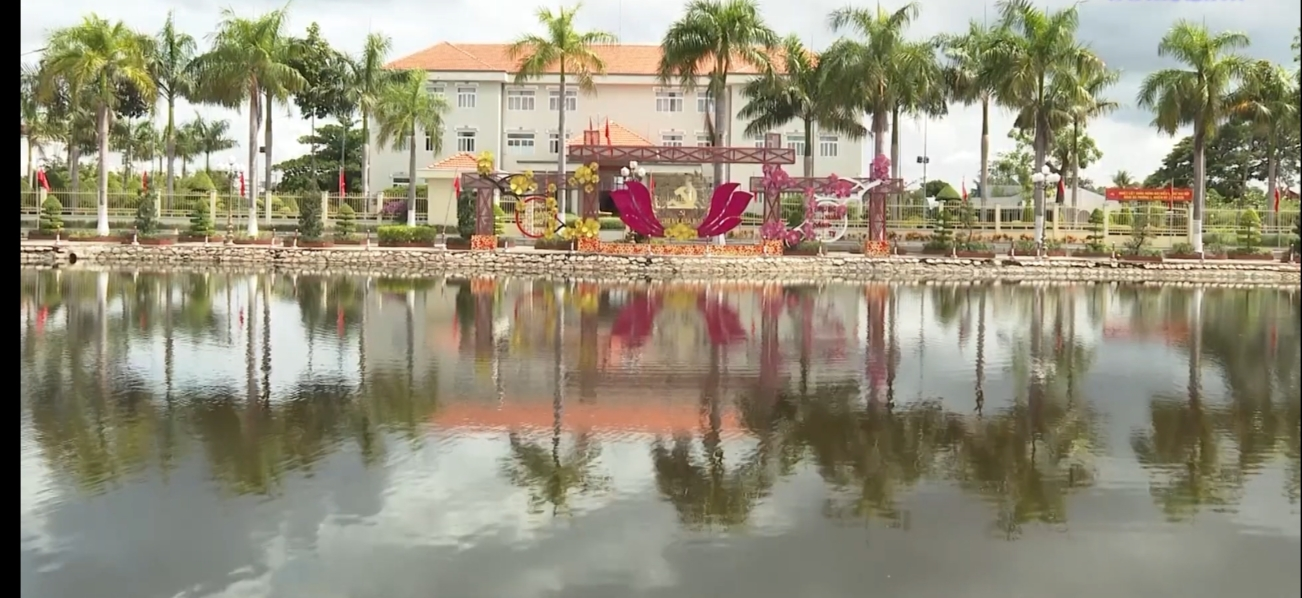
Trung tâm hành chính Giá Rai
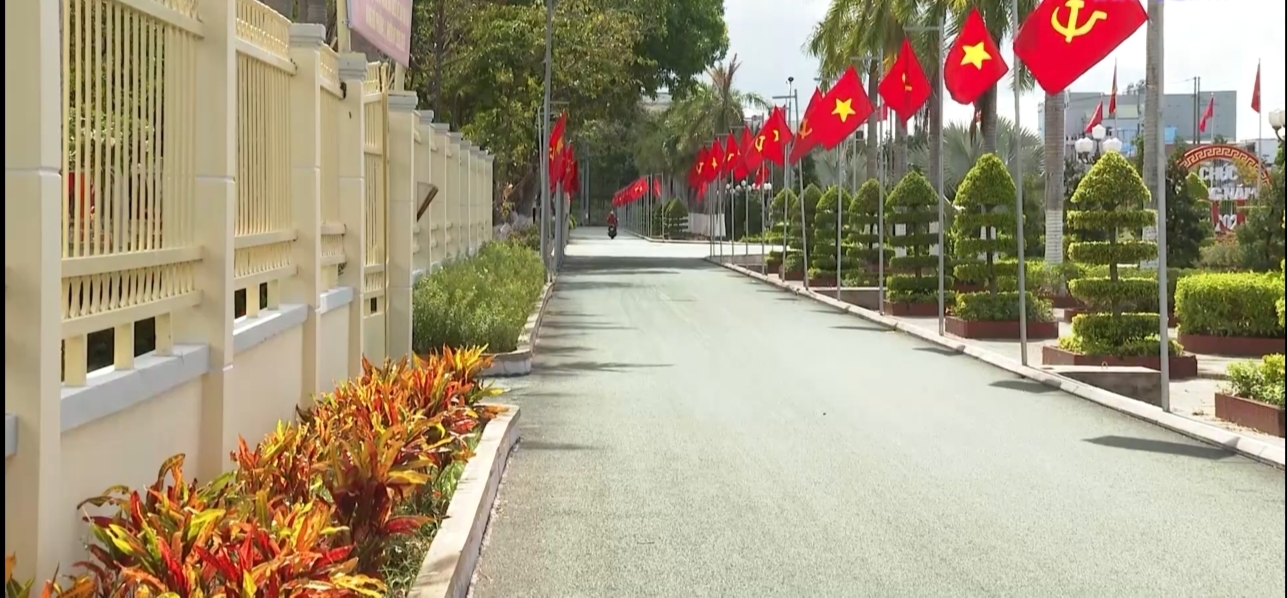
Trung tâm hành chính Giá Rai